# Papilio noblei
Espèce
Papilio noblei ou Hélène de Noble est une espèce de lépidoptères (papillons) de la famille des Papilionidae. L'espèce vit en Indochine.

## Description

### Imago
L'adulte mesure environ 9 cm d'envergure. À l'avers les ailes antérieures sont noires. Les ailes postérieures ont des queues et sont noires avec une larges macule blanche et une ocelle rouge dans l'angle anal. Au revers les ailes sont un peu plus claires, les ailes antérieures portent une petite macule blanche sur le bord inférieur, les ailes postérieures portent une large macule blanche et une série de lunules orangées dans la partie marginale. La taille des macules blanches varie beaucoup selon les spécimens et la saison.

### Juvéniles
Les chenilles ont une paire de petite cornes sur la tête et une autre paire à l'arrière du corps. Les chenilles des premiers stades sont marron orangée et luisantes. Les chenilles des 4e et 5e stades sont vertes avec quatre bandes transversales marron, un renflement à l'avant du corps et des ocelles ressemblant à des yeux de chaque côté afin d'imiter une tête de serpent.

## Écologie
La femelle pond des œufs sur des plantes de la famille des Rutacées. Les chenilles consomment les feuilles de la plante-hôte et passent par cinq stades. Elles possèdent plusieurs moyens d'échapper aux prédateurs : comme tous les Papilionides elles portent derrière la tête un osmeterium orange fourchu qu'elles déploient quand elles se sentent menacée et qui dégage une odeur malodorante, en outre les chenilles des 4e et 5e stades imitent une tête de serpent. Les chenilles restent souvent groupées. 
Les chenilles se changent en chrysalide sur une branche. La chrysalide est maintenue à la verticale par une ceinture de soie.
Il y au moins deux générations par an.

## Habitat et répartition
Papilio noblei vit dans les forêts tropicales humides. L'espèce est présente en Indochine, en Birmanie, au Laos, en Thaïlande et dans le Nord du Viêt Nam.

## Systématique
L'espèce Papilio noblei a été décrite pour la première fois en 1889 par Lionel de Nicéville dans Journal of the Asiatic Society of Bengal, à partir d'un spécimen mâle trouvé dans les Karen Hills en Birmanie. L'espèce est nommée en l'honneur de M. Noble, conservateur du musée Phayre de Rangoun, qui a montré ce spécimen à de Nicéville.

## Papilio nobleiet l'Homme

### Nom vernaculaire
L'espèce est appelée Noble's Helen ou Noble's Swallowtail en anglais.

### Menaces et conservation
L'espèce n'est pas évaluée par l'UICN. En 1985 elle était considérée comme rare, mais sa véritable situation n'était pas connue.